# Dmitry Polyanski
Dmitry Andreyevich Polyanski (em russo:  Дмитрий Андреевич Полянский; Zheleznogorsk, 19 de novembro de 1986) é um triatleta profissional russo.

## Carreira

### Rio 2016
Polyanski competiu na Rio 2016, ficando em 32º lugar com o tempo de 1:49.26.